# 日本ピアノ研究会
日本ピアノ研究会は、日本のピアノ指導者、音楽関係者により組織された団体。
会の主催する研究発表会、指導研究会などの行事に参加し、研鑚を積むことによって、地域文化の発展に寄与することを目的とする。
ラテン・アメリカンクラシック（中・南米）のピアノ曲の研究・普及を特色としている。
その普及と、ピアノを習う生徒の学習意欲の増進を目的としてジュニア・ピアノコンクール(幼児 - 高校生)、 生涯学習としてのピアノ・オーデション(一般成人)を主催している。
会長はピアニストの宮崎幸夫。